# Andrología
La andrología (del griego ανδρος, andrós, "hombre") es la parte de la medicina encargada del estudio, exploración, e investigación de cualquier aspecto relacionado con la función sexual y reproducción masculina. Los principales problemas de los que se encarga la andrología son los trastornos de erección y la infertilidad masculina.
Dentro de los procedimientos quirúrgicos de la andrología se encuentran la vasectomía, vasovasostomía y circuncisión así como la intervención contra los siguientes desórdenes genitourinarios:
- Balanitis
- Carcinoma de pene
- Criptorquidia
- Epididimitis
- Epispadias
- Disfunción eréctil
- Hidrocele
- Hipospadias
- Infertilidad
- Micropene
- Orquitis
- Parafimosis
- Fractura de pene
- Enfermedad de La Peyronie
- Fimosis
- Priapismo
- Cáncer de próstata
- Prostatitis
- Eyaculación retrógrada
- Espermatocele
- Cáncer de testículo
- Torsión testicular
- Varicocele

De los aspectos relacionados con enfermedades del aparato genitourinario masculino se encarga la urología.